# Rapid Bukareszt (piłka siatkowa)
CS Rapid Bukareszt – rumuński klub siatkarski z Bukaresztu, założony w 1934 roku. Dwunastokrotny mistrz Rumunii i trzykrotny zdobywca Pucharu Europy Mistrzów Krajowych. Obecnie występuje w najwyższej klasie rozgrywkowej.
Klub posiada również sekcję siatkówki kobiet.

## Nazwy klubu
- 1934–1948 CFR Bukareszt
- 1948–1958 Locomotiva Bukareszt
- 1958– Rapid Bukareszt

## Sukcesy klubu
Mistrzostwo Rumunii:
- 1. miejsce (12x): 1939, 1949, 1950, 1955, 1956, 1959, 1960, 1961, 1962, 1963, 1965, 1966
- 3. miejsce (1x): 2024[3]

 Puchar Europy Mistrzów Krajowych:
- 1. miejsce (3x): 1961, 1963, 1965
- 2. miejsce (4x): 1960, 1962, 1966, 1967

 Puchar Rumunii:
- 1. miejsce (1x): 2024[4]

## Bilans sezon po sezonie
| Sezon     | Rozgrywki ligowe  | Rozgrywki ligowe | Puchar Rumunii |
| Sezon     | Poziom            | Miejsce          | Puchar Rumunii |
| --------- | ----------------- | ---------------- | -------------- |
| 2009/2010 | Divizia A2 Zachód | 2. miejsce       |                |
| 2010/2011 | Divizia A2 Wschód | 1. miejsce       |                |
| 2011/2012 | Divizia A2 Wschód | 2. miejsce       |                |
| 2012/2013 | Divizia A2 Wschód | 3. miejsce       |                |
| 2013/2014 | Divizia A2 Wschód | 3. miejsce       |                |
| 2014/2015 | Divizia A2 Wschód | 3. miejsce       |                |
| 2015/2016 | Divizia A2 Wschód | 3. miejsce       |                |
| 2016/2017 | Divizia A2 Wschód | 1. miejsce       |                |
| 2017/2018 | Divizia A2 Wschód | 1. miejsce       |                |
| 2018/2019 | Divizia A2 Wschód | 1. miejsce       |                |
| 2019/2020 | Divizia A2 Wschód | 1. miejsce       |                |
| 2020/2021 | Divizia A2 Wschód | 1. miejsce       |                |
| 2021/2022 | Divizia A1        | 10. miejsce      | 1/8 finału     |
| 2022/2023 | Divizia A1        | 5. miejsce       | 1/8 finału     |
| 2023/2024 | Divizia A1        | 3. miejsce       | 1. miejsce     |

## Występy w europejskich pucharach
| Sezon     | Rozgrywki                        | Osiągnięcie  |
| --------- | -------------------------------- | ------------ |
| 1959/1960 | Puchar Europy Mistrzów Klubowych | 2. miejsce   |
| 1960/1961 | Puchar Europy Mistrzów Klubowych | 1. miejsce   |
| 1961/1962 | Puchar Europy Mistrzów Klubowych | 2. miejsce   |
| 1962/1963 | Puchar Europy Mistrzów Klubowych | 1. miejsce   |
| 1964/1965 | Puchar Europy Mistrzów Klubowych | 1. miejsce   |
| 1965/1966 | Puchar Europy Mistrzów Klubowych | 2. miejsce   |
| 1966/1967 | Puchar Europy Mistrzów Klubowych | 2. miejsce   |
| 1972/1973 | Puchar Europy Zdobywców Pucharów | Faza grupowa |
| 2024/2025 | Puchar CEV                       | 1/16 finału  |

## Kadra w sezonie 2024/2025
| Nr | Imię i nazwisko         | Data ur. | Wzrost | Pozycja      |
| -- | ----------------------- | -------- | ------ | ------------ |
| 1  | Ionuț Teleleu           | 1986     | 189    | rozgrywający |
| 2  | Petru Radu              | 2006     | 183    | rozgrywający |
| 3  | Ionuț Rebrișorean       | 2005     | 186    | przyjmujący  |
| 4  | Liu Go Yuen Coltyn      | 1999     | 196    | przyjmujący  |
| 5  | David Țăranu-Runcan     | 2005     | 198    | atakujący    |
| 7  | Sebastian Micu          | 1999     | 198    | środkowy     |
| 8  | Tudor-Gabriel Matanie   | 2005     | 195    | przyjmujący  |
| 9  | Pierre Bouleau          | 1998     | 179    | libero       |
| 10 | Wagner Pereira da Silva | 1993     | 197    | atakujący    |
| 11 | Arthur Sueur            | 1999     | 201    | środkowy     |
| 11 | Petr Šulista            | 1993     | 199    | przyjmujący  |
| 12 | Saeed Aghajanimouziraji | 1994     | 201    | przyjmujący  |
| 13 | Cameron Keen            | 1997     | 185    | rozgrywający |
| 14 | Codrin Mocanu           | 1993     | 204    | środkowy     |
| 17 | Marian Ciubotaru        | 2002     | 188    | libero       |
| 22 | Radiša Stevanović       | 1990     | 203    | środkowy     |

## Źródła
- Federația Română de Volei – Campionat National Divizia A1 masculin 22-23 – Team Information – CS Rapid Bucuresti. (ang.).
- Rapid București – volleybox.net. (pol.).